# Pauline Cushman

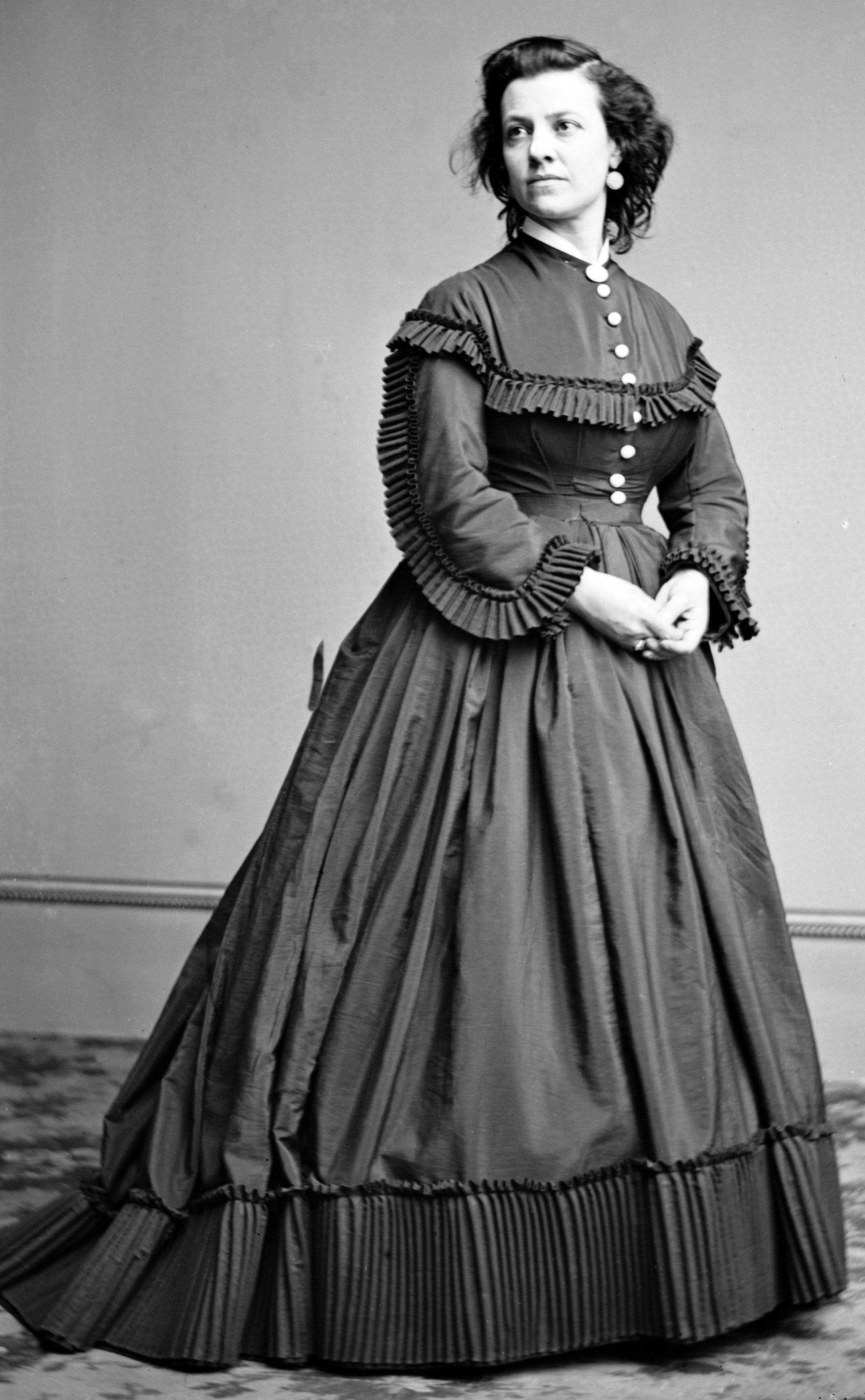
Pauline Cushman (Harriet Wood)

Pauline Cushman (New Orleans, 10 giugno 1833 – San Francisco, 2 dicembre 1893) è stata un'attrice teatrale e agente segreto statunitense.

## Biografia
Harriet Wood, che in seguito adottò il nome d'arte Pauline Cushman, era un'attrice americana e una spia dell'esercito dell'Unione, durante la guerra civile americana. È considerata una delle spie della guerra civile di maggior successo.
Era figlia di un mercante spagnolo e di una francese (figlia di uno dei soldati di Napoleone Bonaparte). Harriet e suo fratello William sono cresciuti a Grand Rapids, nel Michigan. I loro genitori si trasferirono lì per istituire un commercio con i nativi americani. Nel 1862 Harriet Wood fece il suo debutto sul palco a Louisville, nel Kentucky, una città all'epoca occupata dall'Unione. Più tardi sarebbe andata a New York dove avrebbe preso il nome d'arte Pauline Cushman. Nel corso della sua vita Cushman fu sposata con: Jere Fryer, Charles C. Dickinson e August Fichtner. Ebbe tre figli: Charles, Ida e una figlia adottiva, Emma.

### Carriera di spia

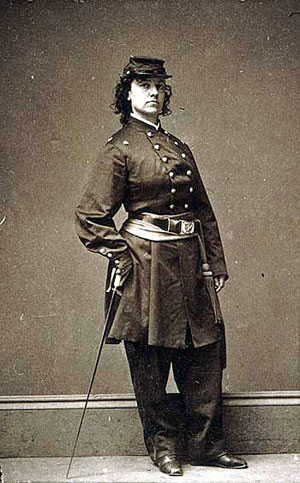
Fotografia di Pauline Cushman in uniforme

Dopo un'esibizione pro-Nordista Cushman fu pagata da due uomini locali confederati per brindare al presidente confederato Jefferson Davis. Il teatro la costrinse a smettere ma lei aveva altre idee. Aveva deciso di ingraziarsi i ribelli facendo il brindisi per offrire i suoi servizi all'Unione come spia.
Fraternizzando con i comandanti militari ribelli riuscì a carpire dei documenti contenenti piani di battaglia e disegni che nascose nei suoi vestiti. Fu catturata due volte: nel 1864 e quando fu dinnanzi al generale confederato Braxton Bragg, venne poi processata da un tribunale militare e condannata a morte per impiccagione. Sebbene fosse già malata ciò peggiorò le sue condizioni di salute. I confederati dovettero posticipare la sua esecuzione e Cushman venne salvata grazie all'invasione dell'area (in cui era detenuta) da parte delle truppe dell'Unione. Nel corso della sua vita venne ferita due volte.
Alcuni rapporti affermano che tornò nel Sud perseguendo il suo ruolo di spia vestita in uniforme maschile. Fu insignita del grado di "brevet" dal generale James A. Garfield, venne nominata maggiore onoraria dal presidente Abraham Lincoln per il suo servizio alla causa e divenne nota come "Miss Major Pauline Cushman". Poiché le sue attività sotto copertura, per conto del governo, erano segrete non sono disponibili ulteriori informazioni legate alla sua attività di spionaggio.

### Dopo la guerra

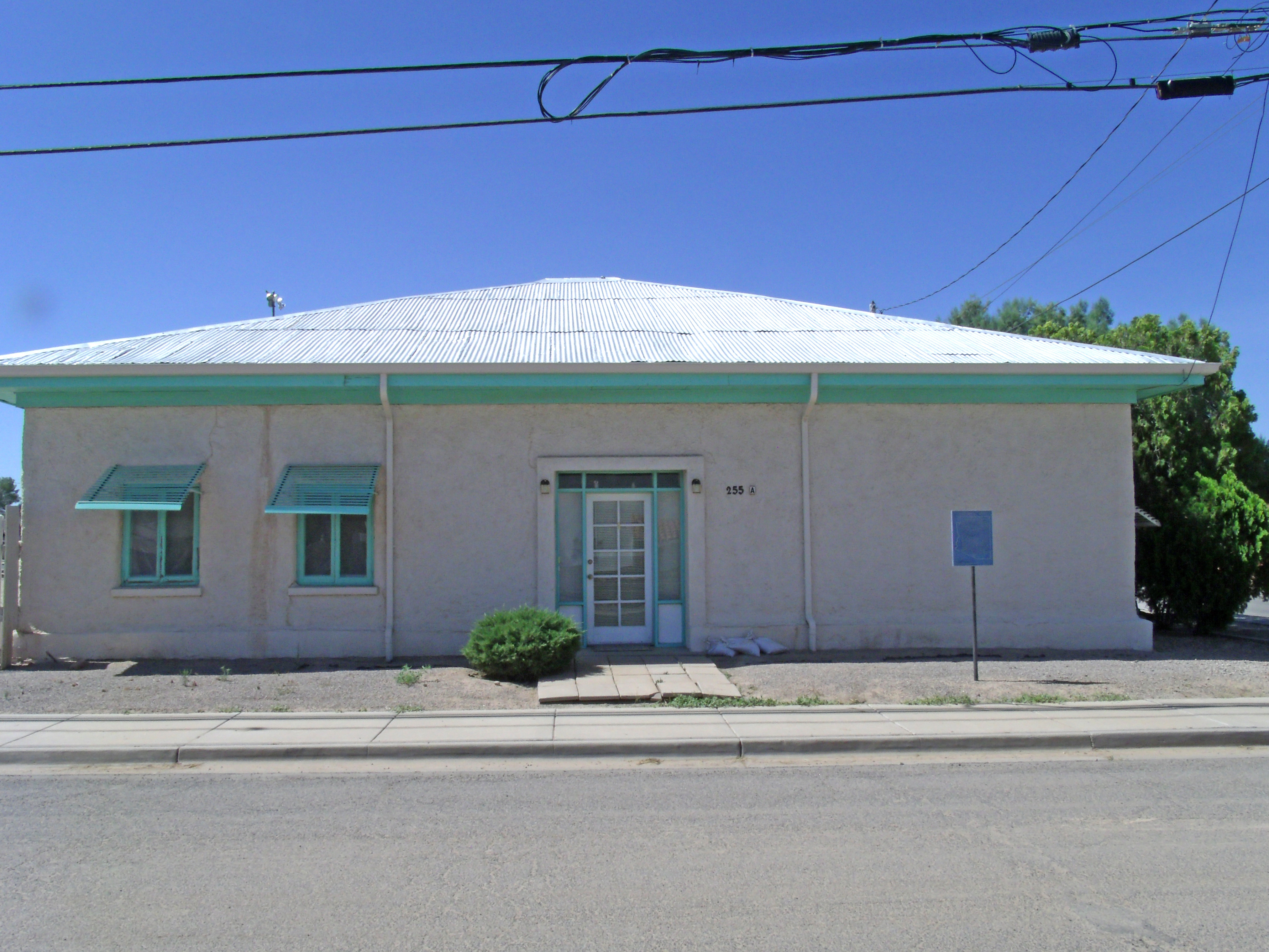
La Walker-Oury House, situata a 255 Ruggles Street a Florence, in Arizona, è il luogo in cui Pauline Cushman sposò Jere Fryer

Dopo la guerra, tuttavia, iniziò un tour celebrando le sue esperienze come spia dell'Unione, lavorando a un certo punto con P.T. Barnum. Nel 1865 un suo amico, Ferdinand Sarmiento, scrisse una biografia esagerata intitolata "La vita di Pauline Cushman: la celebre spia dell'Unione e Scout" che, in maniera dettagliata, raccontava la sua storia dal suo ingresso nei servizi segreti fino al suo memoriale.
Perse un figlio per malattia nel 1868 e si risposò nel 1872 a San Francisco ma rimase vedova nel giro di un anno. Le fonti affermano che nel 1879 incontrò Jere Fryer e si trasferì a Casa Grande, nel Territorio dell'Arizona, dove si sposarono e gestirono un albergo e una stalla per cavalli a nolo. Jere Fryer divenne lo sceriffo della contea di Pinal. La loro figlia adottiva, Emma, morì il 17 aprile 1888, a 6 anni. Come conseguenza Pauline Cushman si separò da Fryer nel 1890.
Nel 1892 viveva in povertà a El Paso, in Texas. Fece domanda per la pensione di sussistenza in base al servizio militare del suo primo marito che ricevette, a partire dal giugno 1893, per un ammontare di $ 12 al mese. I suoi ultimi anni furono trascorsi in una pensione a San Francisco, lavorando come sarta e donna delle pulizie. Debilitata dagli effetti dei reumatismi e dell'artrite, sviluppò una dipendenza da farmaci antidolorifici e la notte del 2 dicembre 1893 prese una dose eccessiva di morfina che la uccise. La mattina dopo fu trovata dalla padrona di casa.

### Morte ed eredità

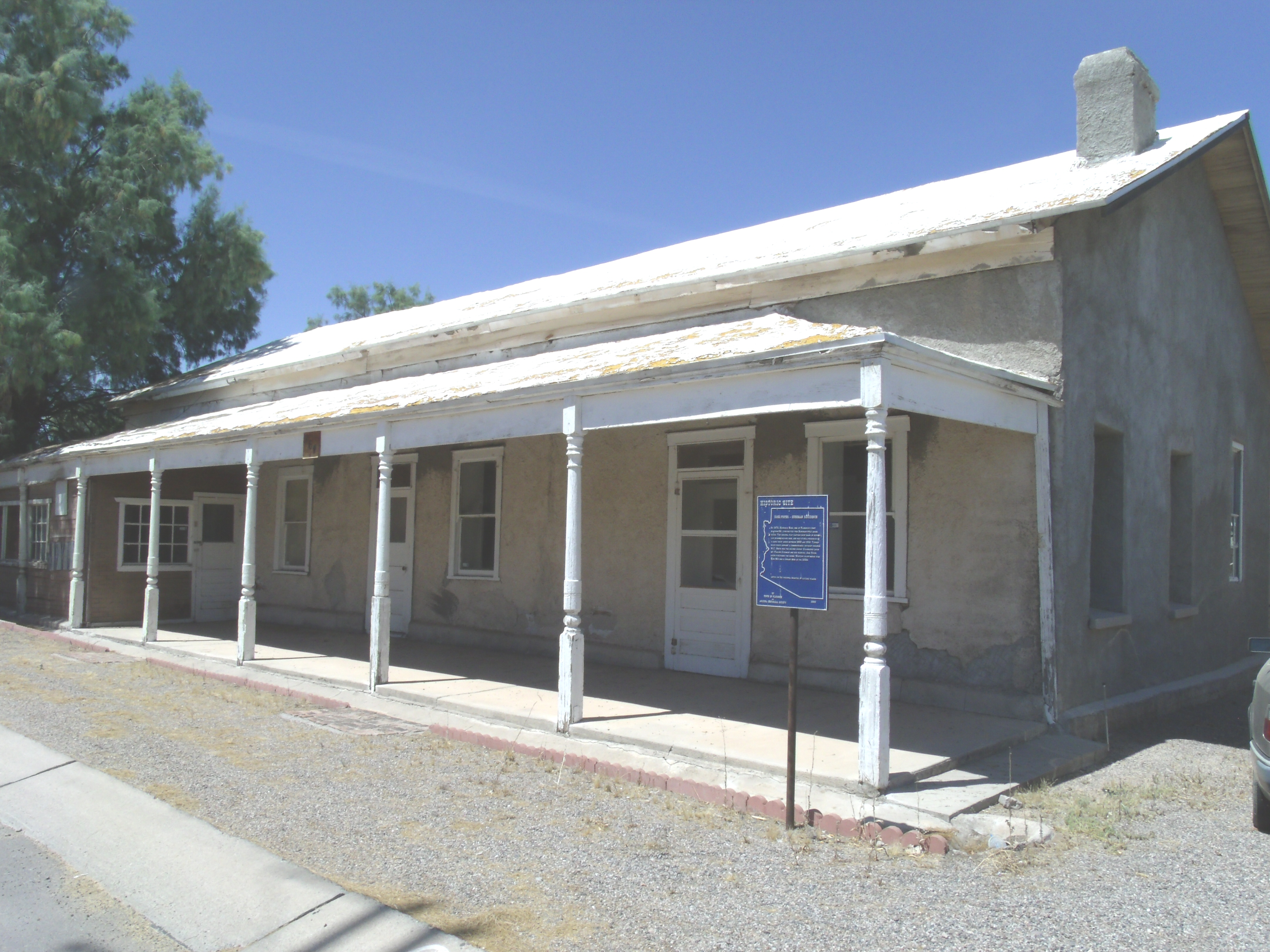
Pauline Cushman e suo marito, Jere Fryer, acquistarono questa casa nel 364 di North Grant Street a Florence, in Arizona

Una morte simile alla sua colpì anche l'ex marito Fryer all'età di sessant'anni. In memoria delle sue azioni svolte durante la Guerra Civile al suo funerale, organizzato dai membri della Grande Armata della Repubblica; Cushman fu sepolta con tutti gli onori militari. I resti del "maggiore" Cushman ora riposano nel Circolo degli ufficiali del cimitero nazionale del Presidio. La sua semplice lapide riconosce il suo contributo alla vittoria dell'Unione. L'epitaffio è "Pauline C. Fryer, Union Spy".

### Cultura di massa
Nel 1913 viene diretto da Oscar Eagle il cortometraggio Pauline Cushman, the Federal Spy sulle gesta di Pauline.
Paula Raymond è stata scelta per interpretare Pauline Cushman nell'episodio "The Wooing of Perilous Pauline" del 1964 della serie televisiva western Death Valley Days. Nella trama, ambientata a Casa Grande, dove la febbrile Miss Cushman gestiva una berlina mentre viene corteggiata dal suo futuro marito, Jere Fryer (Ray Danton), che fa una scommessa con un amico che può convincerla a sposarlo entro una settimana. Fryer più tardi diventa uno sceriffo; la coppia si separa 1890.
La serie televisiva Rawhide ha anche trasmesso un episodio con Pauline Cushman come personaggio centrale.

### Libri
- William Christen, Pauline Cushman: Spy of the Cumberland, Edinborough Press, 2006, ISBN 978-1-889020-11-2, OCLC 60454827.
- Ferdinand L. Sarmiento, Life of Pauline Cushman, the Celebrated Union Spy and Scout: Comprising Her Early History, Her Entry into the Secret Service of the Army of the Cumberland, and Exciting Adventures with the Rebel Chieftains and Others While Within the Enemy's Lines ... the Whole Carefully Prepared from Her Notes and Memoranda, John E. Potter, 1865, OCLC 50384124.

### Articoli
- Herringshaw, Thomas William. 1909. "Cushman, Pauline". Herringshaw's National Library of American Biography: Contains Thirty-Five Thousand Biographies of the Acknowledged Leaders of Life and Thought of the United States; Illustrated with Three Thousand Vignette Portraits.